# Don Powell
Don Powell (Los Angeles, 1936 – Udine, 1995) è stato un cantante, compositore e attore statunitense.

## Biografia
Entrato nel corpo di ballo di Archie Savage, Don Powell giunge in Italia con la compagnia nel 1958; inizia a lavorare come cantante e pianista a Roma, e nel 1959 sposa Alessandra Veresani. 
Nel 1986 si trasferisce in Friuli in cui passerà gli ultimi anni della sua vita assieme alla nuova compagna P.B. da cui avrà la figlia Georgia.
Dopo aver firmato un contratto con la Dischi Ricordi, con cui debutta nel 1960, ottiene la prima affermazione come autore quando Emilio Pericoli incide la sua Never Forget Me, scritta con Mogol, e la include come retro nel 45 giri con Al di là, la canzone vincitrice del Festival di Sanremo 1961 (nell'interpretazione di Luciano Tajoli e Betty Curtis).
Partecipa a Un disco per l'estate 1964 con Com'è grande questa casa senza te (canzone scritta da Mogol per il testo e da Iller Pattacini per la musica); nello stesso anno è nel cast di Biblioteca di Studio Uno, interpretando un piantatore di cotone nella quinta puntata, quella dedicata a Via col vento.
Sempre nel 1964 scrive per Bobby Solo In vita mia.
Nel 1965 partecipa al programma televisivo Cartoline di auguri.
Nel 1966 vince la prima serie della trasmissione Settevoci, condotta da Pippo Baudo; nello stesso anno cambia etichetta, passando alla Parade, per cui incide molti brani inseriti in colonne sonore di film.
Nel 1968 collabora con Little Tony, scrivendo insieme al cantante sanmarinese With Those Eyes Of An Angel.
Nel 1970 scrive per Giusy Balatresi La donna del lago, che la cantante pisana include nel suo unico album; nello stesso anno incide tre brani nella colonna sonora del film I cannibali di Liliana Cavani.
Nel corso del decennio alterna l'attività di attore (che diventa quella principale) con quella di cantante, specialmente dal vivo.
Nel 1985 si esibisce in uno spettacolo di spiritual.

## Discografia

### Album in studio
- 1968 - Un recital di Don Powell (PCC, PCC CS 0153 LP)

### EP
- 1960 - Don Powell (Dischi Ricordi, ERL 160)

### Singoli
- 1960 - Never Forget Me/Lacrime (Dischi Ricordi, SRL 10111)
- 1960 - Please non lasciarmi/Chi lo sa (Dischi Ricordi, SRL 10112)
- 1960 - Serata di pioggia/Cinina (Dischi Ricordi, SRL 10149)
- 1964 - Com'è grande questa casa senza te/Mani fredde (Dischi Ricordi, SRL 10341)
- 1964 - Ciao baby/Io vorrei le ali (Dischi Ricordi, SRL 10362)
- 1965 - Le avventure e gli amori di Moll Flanders/Halleluja (CAT Records, FD 001)
- 1965 - La ballata degli Helder/Il treno (CAT Records, FD 003)
- 1966 - Texas, addio/Pochi dollari per Django (Parade, PRC 5006)
- 1966 - There Will Come a Morning/The Night and the Oblivion (Parade, PRC 5009)
- 1967 - Laredo/Vicino al fiume (Parade, PRC 5027)
- 1967 - Un tempo per amare, un tempo per piangere/Pitchi Poi (Parade, PRC 5044)
- 1968 - La legge di compensazione/Alla fine (Parade, PRC 5069)
- 1970 - E Dio disse a Caino/Rocks, Blood and Sand (Bentler, BE/NP 5068)
- 1972 - 100.001/Black Man (It, ZT 7028)

## Filmografia
- Una tragedia americana, regia di Anton Giulio Majano (1962)
- Trastevere, regia di Fausto Tozzi (1971)
- Il pavone nero, regia di Osvaldo Civirani (1974)
- L'ammazzatina, regia di Ignazio Dolce (1974)
- Emanuelle nera, regia di Albert Thomas (1975)
- Emanuelle nera n. 2, regia di Albert Thomas (1976)
- Emanuelle - Perché violenza alle donne?, regia di Joe D'Amato (1977)
- Giochi erotici nella 3ª galassia, regia di Bitto Albertini (1981)
- Massimamente folle, regia di Marcello Troiani (1985)
- Willy Signori e vengo da lontano, regia di Francesco Nuti (1989)